# Station Frankfurt (Main) Ostendstraße
Frankfurt (Main) Ostendstraße is een station in de Duitse stad Frankfurt am Main. Het station, gelegen in het stadsdeel Ostend, is vernoemd naar de nabijgelegen straat Ostendstraße.
Het station ligt aan de ondergrondse S-Bahnverbinding City-Tunnel Frankfurt. Na het station wordt de tunnel verdeeld in twee richtingen. De lijnen S1, S2, S8 en S9 rijden verder in richting Offenbach. De lijnen S3, S4, S5 en S6 gaan verder naar het Frankfurt (Main) Süd.

## Alptug Sözen
Op 13 november 2018 redde de 17-jarige Alptug Sözen op het station een man die van het perron was gevallen, door hem weer op het perron te helpen. Hij moest dit echter met de dood bekopen toen hij zelf door de S-Bahn werd aangereden. Ter herinnering kreeg het station de eervolle vermelding Alptug-Sözen-Station. Een plaquette herinnert aan Sözens daad.
Messe · Galluswarte · Hauptbahnhof · Taunusanlage · Hauptwache · Konstablerwache · Ostendstraße · Lokalbahnhof · Südbahnhof · Mühlberg · Westbahnhof · Flughafen Fernbahnhof · Flughafen Regionalbahnhof